# Schoutedenapus schoutedeni
Schoutedenapus schoutedeni là một loài chim trong họ Apodidae.